# GOsa
GOsa² es un sistema web para la administración servicios de infraestructura en redes de computadoras, incluye la administración de usuarios, grupos y su acceso a los recursos. Se basa en un directorio LDAP y se encuentra escrito principalmente en PHP. GOsa² es software libre y se distribuye bajo la licencia GPL

## Características
GOsa² está construido de forma modular, esto quiere decir que sus funcionalidades son provistas por los distintos módulos o plugins que se activen.
GOsa² integra la administración de:
- Computadoras de escritorio y clientes ligeros
- Aplicaciones
- Clientes Linux usando FAI
- Administración de clientes Windows OPSI
- Administración de Samba
- Asterisk

## Complementos
GOsa está compuesto por múltiples complementos o "Plugins" que agregan funcionalidades específicas como por ejemplo:
- addressbook
- apache2
- connectivity
- dak
- dfs
- dhcp
- dns
- fai
- glpi
- gofax
- gofon
- goto
- heimdal
- kolab
- ldapmanager
- log
- mail
- mit-krb5
- nagios
- netatalk
- opengroupware
- openxchange
- opsi
- phpgw
- phpscheduleit
- pptp
- pureftpd
- roleManagement
- samba
- scalix
- squid
- ssh
- sudo
- systems
- uw-imap
- webdav

## Implementaciones
GOsa² es usado por la ciudad de Munich
El proyecto Gosa ganó el "Trophées du Logiciel Libre 2009" en la categoría de 'Professional'